# Kirby Chambliss
Kirby Chambliss (* 18. Oktober 1959 in Corpus Christi, Texas) ist ein US-amerikanischer Kunstflugpilot und einer der Teilnehmer in der Red Bull Air Race Weltmeisterschaft.

## Karriere

### Anfänge
Bereits mit 13 Jahren durfte Chambliss den Steuerknüppel des Selbstbau-Flugzeuges seines Vaters führen. Seine offizielle Ausbildung begann jedoch erst 1979 und endete im März des Folgejahres mit dem Erwerb der Privatpiloten-Lizenz. Während seiner Zeit in der High School verdiente sich Chambliss Geld als Nachtfracht-Pilot. In der Folge schlug er eine berufliche Laufbahn als Pilot ein und arbeitete als Fluglehrer und Frachtpilot. Er wurde mit 24 jüngster Pilot der Southwest Airlines und mit 28 Kapitän.
Chambliss ist mit der ehemaligen Pilotin Kellie verheiratet und lebt mit ihr und Tochter Karly auf der "Flying Crown Ranch" in Arizona.

### Wettbewerbskunstflug
Als er für einen Job als Pilot eines Business-Jets eine Kunstflug-Lizenz erwerben musste, entdeckte er sein Interesse an diesem Sport und erwarb infolgedessen 1985 sein erstes eigenes Kunstflugzeug in Gestalt einer Pitts S2A.
Insgesamt gewann Chambliss fünf US-Titel in der „Unlimited Level“-Kategorie. 2000 wurde er Freestyle-Weltmeister, eine von insgesamt 13 WM-Medaillen. Neben seinen internationalen Meistertiteln ist die Zulassung zur Teilnahme an der Red Bull Air Race Weltmeisterschaft ein deutliches Indiz dafür, dass Kirby Chambliss in seinem Sport der Weltspitze angehört.

## Größte Sportliche Erfolge
- Freestyle-Weltmeister 2000
- USA-Meister 1998 und 2002–2005
- Vize-Weltmeister 2003

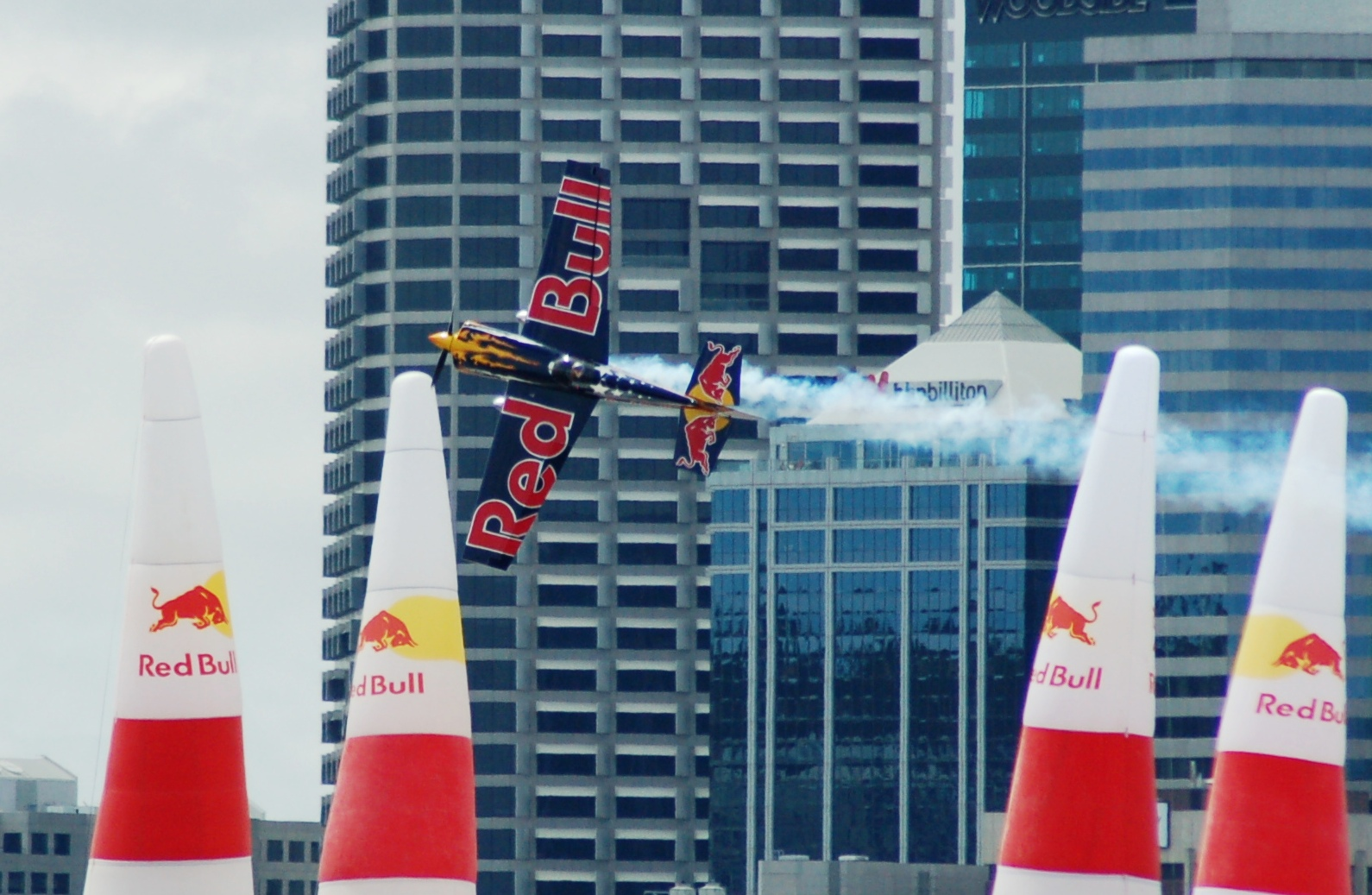
Kirby Chambliss in seiner Edge 540 in Perth 2006

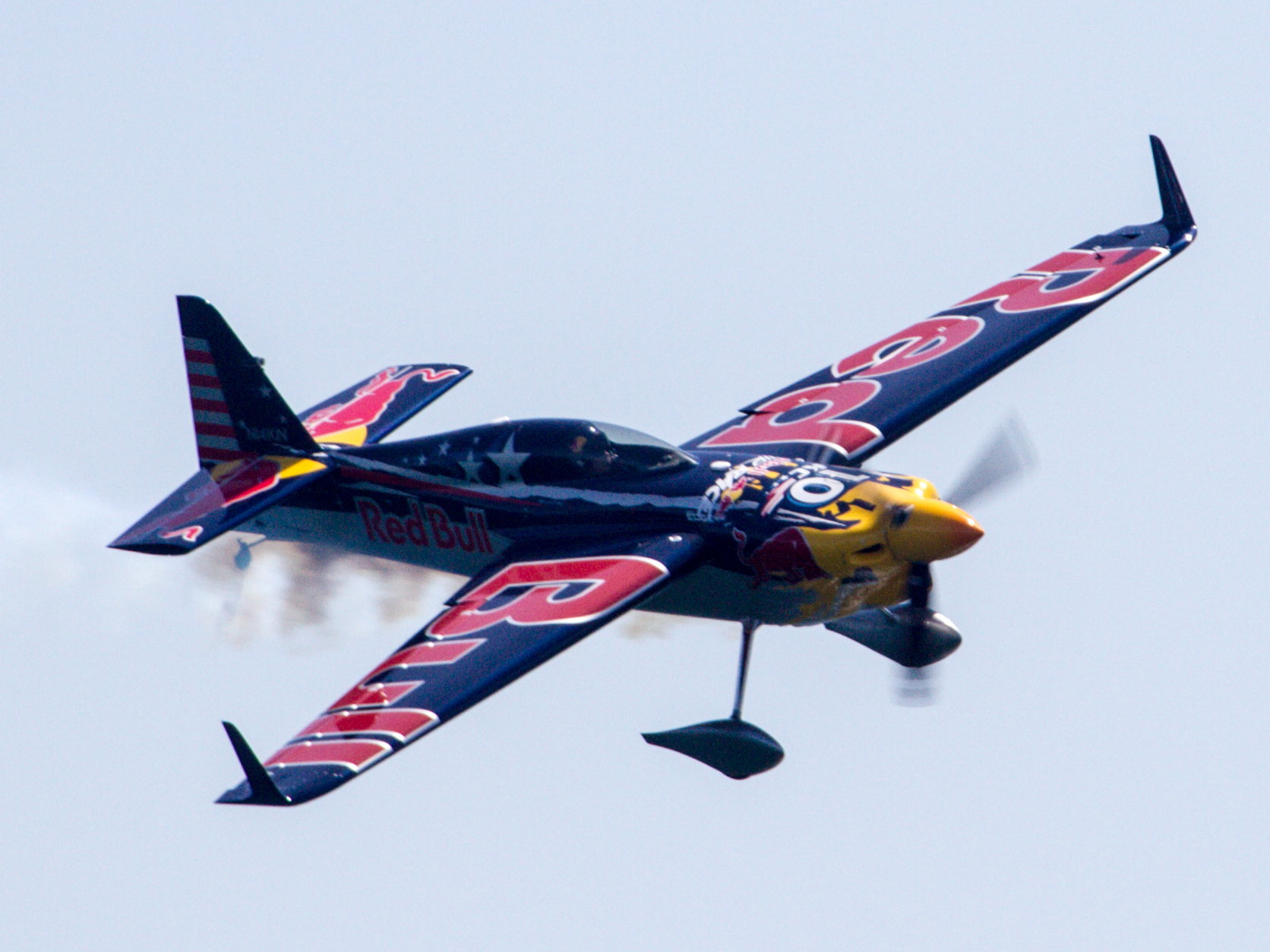
Edge 540 V3 von Kirby Chambliss beim Red Bull Air Race 2017 in Chiba - N14KN

- Red Bull Air Race Gesamtsieger 2004 und 2006

### Red Bull Air Race
Kirby Chambliss ist mit zwei Weltmeisterschaftssiegen und acht Rennsiegen einer der am konstantesten und erfolgreichsten Piloten in der Geschichte des Red Bull Air Race. Der amerikanische Veteran war über seine gesamte Karriere eine durchweg konkurrenzfähige Kraft im Luftsport und landete seit 2003 in zwölf Saisons elf Mal auf dem Podium – lediglich 2014 verpasste er die Top Drei.
2015 und 2016 fand Chambliss dann wieder zurück zu alter Stärke und durfte 2017 nach neun Jahren wieder einen Sieg feiern und auch von seinem dritten WM-Titel träumen. Der US-Amerikaner gewann zwei Rennen, aber zu schlechte Ergebnisse in den anderen Rennen machten ihm einen Strich durch die Rechnung.
| Kirby Chambliss bei der Red Bull Air Race Weltmeisterschaft | Kirby Chambliss bei der Red Bull Air Race Weltmeisterschaft | Kirby Chambliss bei der Red Bull Air Race Weltmeisterschaft | Kirby Chambliss bei der Red Bull Air Race Weltmeisterschaft | Kirby Chambliss bei der Red Bull Air Race Weltmeisterschaft | Kirby Chambliss bei der Red Bull Air Race Weltmeisterschaft | Kirby Chambliss bei der Red Bull Air Race Weltmeisterschaft | Kirby Chambliss bei der Red Bull Air Race Weltmeisterschaft | Kirby Chambliss bei der Red Bull Air Race Weltmeisterschaft | Kirby Chambliss bei der Red Bull Air Race Weltmeisterschaft | Kirby Chambliss bei der Red Bull Air Race Weltmeisterschaft | Kirby Chambliss bei der Red Bull Air Race Weltmeisterschaft | Kirby Chambliss bei der Red Bull Air Race Weltmeisterschaft | Kirby Chambliss bei der Red Bull Air Race Weltmeisterschaft | Kirby Chambliss bei der Red Bull Air Race Weltmeisterschaft | Kirby Chambliss bei der Red Bull Air Race Weltmeisterschaft |
| Jahr                                                        | 1                                                           | 2                                                           | 3                                                           | 4                                                           | 5                                                           | 6                                                           | 7                                                           | 8                                                           | 9                                                           | 10                                                          | 11                                                          | 12                                                          | Punkte                                                      | Siege                                                       | Rang                                                        |
| ----------------------------------------------------------- | ----------------------------------------------------------- | ----------------------------------------------------------- | ----------------------------------------------------------- | ----------------------------------------------------------- | ----------------------------------------------------------- | ----------------------------------------------------------- | ----------------------------------------------------------- | ----------------------------------------------------------- | ----------------------------------------------------------- | ----------------------------------------------------------- | ----------------------------------------------------------- | ----------------------------------------------------------- | ----------------------------------------------------------- | ----------------------------------------------------------- | ----------------------------------------------------------- |
| 2003                                                        | DNP                                                         | 3.                                                          |                                                             |                                                             |                                                             |                                                             |                                                             |                                                             |                                                             |                                                             |                                                             |                                                             | 4                                                           | 0                                                           | 3.                                                          |
| 2004                                                        | 1.                                                          | 1.                                                          | 2.                                                          |                                                             |                                                             |                                                             |                                                             |                                                             |                                                             |                                                             |                                                             |                                                             | 17                                                          | 2                                                           | 1.                                                          |
| 2005                                                        | 9.                                                          | 4.                                                          | 4.                                                          | DNS                                                         | 2.                                                          | 2.                                                          | 2.                                                          |                                                             |                                                             |                                                             |                                                             |                                                             | 21                                                          | 0                                                           | 3.                                                          |
| 2006                                                        | 1.                                                          | 3.                                                          | 1.                                                          | CAN                                                         | 1.                                                          | 5.                                                          | 3.                                                          | 1.                                                          | 3.                                                          |                                                             |                                                             |                                                             | 38                                                          | 4                                                           | 1.                                                          |
| 2007                                                        | 4.                                                          | 6.                                                          | 4.                                                          | 3.                                                          | CAN                                                         | 5.                                                          | 5.                                                          | 2.                                                          | 5.                                                          | 2.                                                          | CAN                                                         | 6.                                                          | 28                                                          | 0                                                           | 4.                                                          |
| 2008                                                        | 5.                                                          | 3.                                                          | 1.                                                          | CAN                                                         | 4.                                                          | 1.                                                          | 12.                                                         | 2.                                                          | CAN                                                         | 8.                                                          |                                                             |                                                             | 46                                                          | 2                                                           | 4.                                                          |
| 2009                                                        | 9.                                                          | 12.                                                         | 3.                                                          | 3.                                                          | 8.                                                          | 5.                                                          |                                                             |                                                             |                                                             |                                                             |                                                             |                                                             | 34                                                          | 0                                                           | 4.                                                          |
| 2010                                                        | 6.                                                          | 8.                                                          | 5.                                                          | 3.                                                          | 3.                                                          | 6.                                                          | CAN                                                         | CAN                                                         |                                                             |                                                             |                                                             |                                                             | 41                                                          | 0                                                           | 4.                                                          |
| Die Serie wurde zwischen 2011 und 2013 ausgesetzt           |                                                             |                                                             |                                                             |                                                             |                                                             |                                                             |                                                             |                                                             |                                                             |                                                             |                                                             |                                                             |                                                             |                                                             |                                                             |
| 2014                                                        | 11.                                                         | 10.                                                         | 9.                                                          | 4.                                                          | 10.                                                         | 10.                                                         | 11.                                                         | 7.                                                          |                                                             |                                                             |                                                             |                                                             | 7                                                           | 0                                                           | 10.                                                         |
| 2015                                                        | DNS                                                         | 7.                                                          | 11.                                                         | 10.                                                         | 12.                                                         | 3.                                                          | 11.                                                         | 12.                                                         |                                                             |                                                             |                                                             |                                                             | 9                                                           | 0                                                           | 11.                                                         |
| 2016                                                        | 4.                                                          | 6.                                                          | 3.                                                          | 4.                                                          | 9.                                                          | 8.                                                          | 14.                                                         | CAN                                                         |                                                             |                                                             |                                                             |                                                             | 30.25                                                       | 0                                                           | 8.                                                          |
| 2017                                                        | 11.                                                         | 4.                                                          | 8.                                                          | 1.                                                          | 1.                                                          | 4.                                                          | 6.                                                          | 10.                                                         |                                                             |                                                             |                                                             |                                                             | 53                                                          | 2                                                           | 4.                                                          |
| 2018                                                        | 3.                                                          | 12.                                                         | 13.                                                         | 10.                                                         | 3.                                                          | 8.                                                          | 8.                                                          | 3.                                                          |                                                             |                                                             |                                                             |                                                             | 34                                                          | 0                                                           | 6.                                                          |
| 2019                                                        | 8.                                                          | 12.                                                         | 6.                                                          | 2.                                                          |                                                             |                                                             |                                                             |                                                             |                                                             |                                                             |                                                             |                                                             | 48                                                          | 0                                                           | 6.                                                          |

(Legende: CAN = Abgesagt; DNP = Nicht teilgenommen; DNS = Nicht gestartet; DSQ = Disqualifiziert)